# Richard G. Stern
Richard G. Stern (New York, 25 febbraio 1928 – Tybee Island, 24 gennaio 2013) è stato uno scrittore statunitense di romanzi, novelle e saggi.

## Biografia
Studia all'Università della Carolina del Nord a Chapel Hill e quindi all'Università di Harvard dove consegue una laurea in letteratura inglese. Nel 1949 insegna in Francia, a Versailles, come Fulbright Scholar. Nel 1950-51 è chiamato, come "assistant professor" a tenere dei corsi all'Università di Heidelberg. Nel 1954 consegue il dottorato all'Università dell'Iowa; dopo aver insegnato un anno al Connecticut College di New London, dal 1955 fino al 2002 insegna all'Università di Chicago. Il suo primo romanzo, Golk, esce nel 1960, subito seguito da altri romanzi (Europe Up and Down with Baggish and Schreiber, del 1961, In Any Case, del 1962, Other Men's Daughters, del 1973, Natural Shocks, del 1978), raccolte di novelle e saggi. Fu amico di scrittori come Samuel Beckett, Ezra Pound, Robert Lowell, Philip Roth e dell'argentino Jorge Luis Borges.

## Opere

### Romanzi
- Golk (1960) pubblicato in italiano con lo stesso titolo  Bompiani 1961, pag.250.
- Europe or Up and Down with Baggish and Schreiber (1961)
- In Any Case (1962)
- Stitch (1965)
- Other Men's Daughters (1973), pubblicato in italiano con il titolo Le figlie degli altri, tradotto da V. Mantovani, Calabuig, Milano 2015, con una importante prefazione di Philip Roth.
- Natural Shocks (1978)
- A Father's Words (1986)
- Pacific Tremors (2001)

### Raccolte di novelle
- Packages (1980)
- Noble Rot (1988)
- Shares and Other Fictions (1992)
- Almond to Zhoof (2004)

### Saggi
- The Books in Fred Hampton's Apartment (1973)
- One Person and Another: On Writers and Writing (1993)
- What is What Was (2002)